# Emil Theodor Kocher
Emil Theodor Kocher (n. 25 august 1841, Berna, Berna, Elveția – d. 27 iulie 1917, Berna, Berna, Elveția) a fost chirurg elvețian, cunoscut pentru cercetările sale în domeniul chirurgiei glandei tiroide, pentru care i s-a decernat Premiul Nobel pentru Medicină în anul 1909.

## Biografie
Theodor Kocher s-a născut la Berna, în 1841. Tatăl său a fost inginer.
A studiat medicina la mai multe universități europene: Zürich, Berlin, Londra, Viena. A avut printre profesori pe Theodor Billroth și Bernhard von Langenbeck.  Și-a încheiat studiile în 1864 luându-și doctoratul în anul următor la Berna.
În 1872 a fost numit profesor titular la Universitatea din Berna, succedându-l pe faimosul Georg Albert Lücke (1829 - 1884), în funcțiile de profesor de chirurgie și de director al Universității Clinice Chirurgicale din Berna. A rămas aici timp de 45 de ani fiind și medic la Inselspital, deși, datorită faimei de bun profesor, primise mai multe oferte din partea unor universități europene de prestigiu. La Berna, Kocher a creat o puternică școală de chirurgie, care a format generații de medici și chirurgi valoroși.
Kocher s-a căsătorit cu Marie Witschi. Au avut împreună trei copii; cel mai mare, Albert, își va sprijini profesional tatăl fiindu-i profesor asistent.
Kocher s-a stins din viață în 1917, fiind înmormântat la cimitirul Bremgartenfriedhof din Berna.

## Contribuții
S-a ocupat de multiple domenii: tratamentul plăgilor împușcate, chirurgia organelor interne (cum ar fi stomac, intestine), fracturile, luxațiile (încă de la începutul carierei devine celebru prin noua sa metodă de a repoziționa umerii dizlocați), osteomielita, creierul (în special epilepsia), organele sexuale masculine, homeostazia, tratamentul antiseptic (în tratamentul rănilor, promovează noile metode aseptice pe care le dezvoltă).
Însa domeniul care i-a asigurat locul în istoria medicinei prin Premiul Nobel a fost studiul glandei tiroide, în a cărei fiziologie și patologie a adus mai multe contribuții și a formulat mai multe ipoteze și teorii, multe din ele stârnind controverse. Dar scăderea ratei mortalității celor suferinzi de gușă, în urma tratamentului său, i-a adus recunoașterea și faima.
Realizările întregii sale vieți au avut la bază o combinație între acuitate mentală, intuiție, etică și atitudine creștină față de viață.

## Apreciere și recunoștință
În 1909 a fost primul chirurg care a obținut Premiul Nobel și aceasta pentru munca sa în domeniul fiziologiei, patologiei și chirurgiei glandei tiroide și pentru rezultatele deosebite în ceea ce privește formarea gușei endemice.
Mai mulți termeni medicali îi poartă numele:
- Manevra Kocher: în tehnica chirurgicală
- Sindromul Kocher - Debre - Semelaigne
- Instrumente chirurgicale Kocher.

Pe strada Belpstrasse din Berna, un parc îi poartă numele. Parcul a fost amenajat în 1941 pe un teren pe care marele medic l-a cedat domeniului public.
Fundația Kocher reprezintă un monument pe care și l-a creat încă din timpul vieții.